# モンキオ・デッレ・コルティ
モンキオ・デッレ・コルティ（伊: Monchio delle Corti）は、イタリア共和国エミリア＝ロマーニャ州パルマ県にある、人口約800人の基礎自治体（コムーネ）。

## 地理

### 位置・広がり

#### 隣接コムーネ
隣接するコムーネは以下の通り。括弧内のMSはマッサ＝カッラーラ県、REはレッジョ・エミリア県 所属を示す。
- バニョーネ (MS)
- コマーノ (MS)
- コルニーリオ
- リッチャーナ・ナルディ (MS)
- パランツァーノ
- ラミゼート (RE)

### 気候分類・地震分類
モンキオ・デッレ・コルティにおけるイタリアの気候分類 (it) および度日は、zona F, 3595 GGである。
また、イタリアの地震リスク階級 (it) では、zona 2 (sismicità media) に分類される。

## 行政

### 分離集落
モンキオ・デッレ・コルティには以下の分離集落（フラツィオーネ）がある。
- Aneta, Antria, Bastia, Casarola, Ceda, Cozzanello, Lugagnano Inferiore, Lugagnano Superiore, Monchio Basso, Montale, Pianadetto, Ponte Lugagnano, Prato, Riana, Rigoso, Rimagna, Ticchiano, Trecoste, Trefiumi, Trincera, Valditacca, Vecciatica